# Индийско-пакистанские отношения
Индийско-пакистанские отношения — двусторонние дипломатические отношения между Индией и Пакистаном. Отношения между Индией и Пакистаном являются напряжёнными из-за ряда исторических, религиозных и политических вопросов. В 1947 году произошёл раздел Британской Индии на нынешнюю Индию и имевшие в основном мусульманское население северо-западные и северо-восточные территории, наименованные Пакистаном. Но мусульманский Кашмир остался у Индии и это привело к созданию напряжённости вокруг его статуса и многочисленным военным конфликтам между этими двумя странами. Следовательно, даже при том, что эти два государства Южной Азии объединяют общие исторические, культурные, географические и экономические связи, а также членство в ШОС, их отношения полны враждебности и подозрительности. Протяжённость государственной границы между странами составляет 2 912 км. Товарооборот двух стран невелик, но растёт, доля Индии в пакистанской торговле составляет около 1 %, доля Пакистана в индийской торговле ещё ниже. В 2012/2013 финансовом году вывоз из Индии в Пакистан составил 2607 млн долларов, а импорт из Пакистана 542 млн долларов.

## Обзор

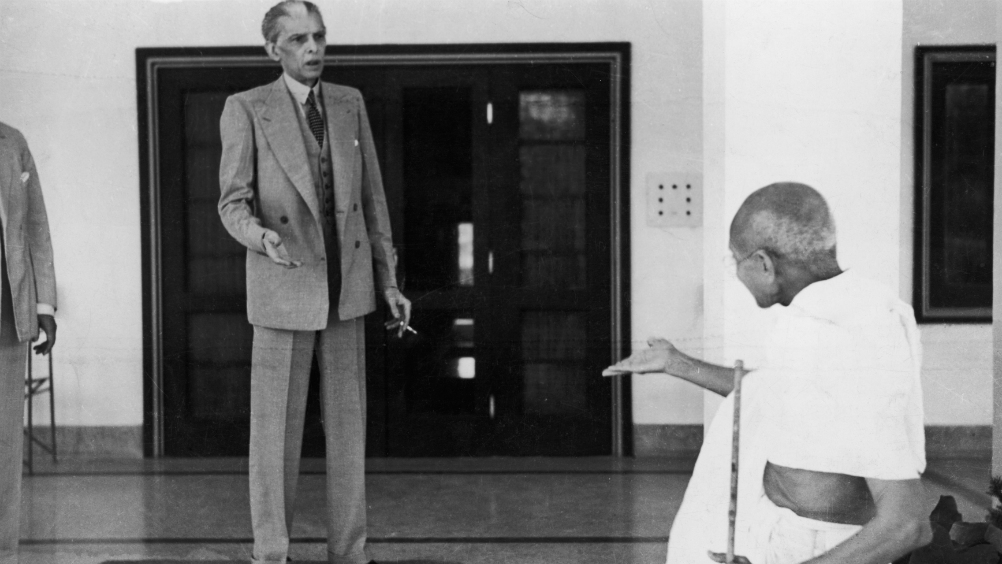
Мухаммад Али Джинна и Махатма Ганди на встрече в 1939 году.

После распада Британской Индии в 1947 году были сформированы новые суверенные государства: Индийский Союз и Доминион Пакистан. Раздел бывшей Британской Индии привёл к вынужденному переселению до 12,5 млн человек, от нескольких сотен тысяч до миллиона человек при этом погибли. Индия стала светским государством с большинством индуистского населения и мусульманским меньшинством, Пакистан же был создан в качестве исламской республики с подавляющим большинством мусульманского населения.
Вскоре после обретения независимости Индия и Пакистан установили дипломатические отношения, но насильственный раздел и многочисленные территориальные споры резко испортили их отношения. Индия и Пакистан пережили три крупные войны, одну необъявленную войну и принимали участие в многочисленных вооружённых стычках и противостояниях. Вопрос о принадлежности Кашмира является главной причиной всех этих конфликтов, за исключением индо-пакистанской войны 1971 года, которая привела к отделению Восточного Пакистана (ныне Бангладеш).
Были предприняты многочисленные попытки улучшить отношения: в частности, саммит в Шимле, саммит в Агре и саммит в Лахоре. С начала 1980-х годов отношения между двумя странами испортились ещё сильнее, особенно после конфликта в Сиачене, восстания в Джамму и Кашмире, индийских и пакистанских ядерных испытаний, а также Каргильской войны. В то же время были предприняты некоторые меры по укреплению доверия: подписание соглашения о прекращении огня в 2003 году, запуск автобуса по маршруту Дели-Лахор. Однако эти усилия были перечёркнуты периодическими террористическими атаками. В 2001 году произошло нападение на индийский парламент, что поставило эти две страны на грань ядерной войны. В 2007 году произошёл подрыв пассажирского поезда «Samjhauta Express», в результате чего погибло 68 гражданских лиц (большинство из которых были гражданами Пакистана). В 2008 году произошла атака на Мумбаи, террористы из Пакистана убили порядка 160 граждан Индии в ходе этого нападения, в результате чего Индия прекратила мирные переговоры с правительством Пакистана.
В 2013 году, согласно проведённым опросам BBC World Service Poll, 11 % индийцев относятся к Пакистану положительно, а 45 % — отрицательно. В то же время 19 % пакистанцев относятся к Индии положительно, а 54 % — отрицательно.

## Взаимная торговля
Долгое время объём индо-пакистанской торговли оставался незначительным: в 1985/86 финансовом году индийский экспорт составил 59 млн долларов, а импорт 47 млн долларов. В 2012/13 финансовом году экспорт Индии составил уже 2065 млн долларов, а импорт из Пакистана 542 млн долларов. Иногда Индия выручает Исламабад: в 1990 году она поставила в Пакистане картофель и репчатый лук, на которые был неурожай, а в 1997 году 500 тонн сахара-сырца. Основные товары индийского экспорта — овощи, фрукты и шерсть. Импорт из Пакистана главным образом представлен очищенным сахаром, органическими удобрениями, соевыми продуктами, металлопродукцией. Основные каналы торговли: морской Мумбаи — Карачи и железнодорожно-автомобильный Амритсар — Лахор.

### Торговля в Кашмире
С 2008 года в Кашмире ведётся небольшая беспошлинная торговля (ковровые изделия, шали, орехи, мёд и т. п.) через демаркационную линию, объём которой составляет около 85 млн долларов в год.